# Великие Орлинцы
Великие Орлинцы (укр. Великі Орлинці) — село в Красиловском районе Хмельницкой области Украины.
Население по переписи 2001 года составляло 625 человек. Почтовый индекс — 31023. Телефонный код — 3855. Занимает площадь 2,251 км². Код КОАТУУ — 6822781201.

## Известные уроженцы
- Дьячук, Андрей Ефимович — Герой Советского Союза.

## Местный совет
31022, Хмельницкая обл., Красиловский р-н, с. Великие Орлинцы, ул. Центральная